# Chácara
Chácara là một đô thị thuộc bang Minas Gerais, Brasil. Đô thị này có diện tích 152,874 km², dân số năm 2007 là 2613 người, mật độ 11,2 người/km².